# .zm
A .zm Zambia internetes legfelső szintű tartomány kódja, melyet 1991-ben hoztak létre.